# 第一代哈德威克伯爵菲利普·約克
第一代哈德威克伯爵菲利普·約克，PC，FRS（Philip Yorke, 1st Earl of Hardwicke，1690年12月1日—1764年3月6日），英國大律師、法官及輝格黨政治家，1737年至1756年任大法官，在任達19年，對政壇起重要影響力。
哈德威克早年為執業大律師，憑藉其突出表現，很快就備受重視，除了當選下院議員，還先後擔任法律政策專員及檢察總長等職。到1737年，他獲委到沃波爾爵士內閣任大法官，從此不斷發揮其影響力。隨著沃波爾爵士的失勢，踏入1744年以後，英國政壇成為了哈德威克及其好友紐卡素公爵一同主導的局面。
在任內，哈德威克成功鎮壓詹姆士黨人第二次起義，並對起事者作出嚴厲懲處；另外他又對蘇格蘭司法制度，以及英格蘭的婚姻法等等作出改革。哈德威克後來因為七年戰爭的緣故與紐卡素公爵在1756年一同下野，但仍然發揮影響，至1763年因身體欠佳才完全淡出政壇。
在司法制度方面，哈德威克在任大法官期間亦進一步確立了衡平法原則，使個人及財產權利獲得保障。哈德威克亦以堅持審訊公平公正著稱，頗受稱譽。

## 生平

### 早年生涯
約克在1690年12月1日生於英格蘭肯特郡多佛，父親名叫菲利普·約克（Philip Yorke，約1651年－1721年），在當地任職律師；母親則叫伊莉莎伯·吉本（Elizabeth Gibbon，約1658年－1727年），憑其母親家族聯繫，約克與18世紀歷史學家愛德華·吉本（1737年5月8日－1794年1月16日）有親戚關係。

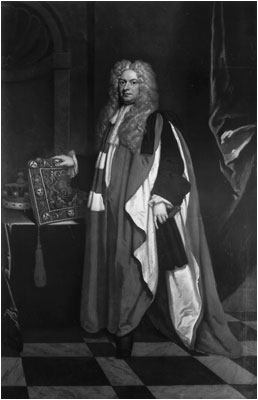
托馬斯·派克爵士

約克是家中獨子，早年在米德爾塞克斯貝芙諾園（Bethnal Green）附近的一所私立學校接受不太完全的教育。不過憑其出眾才華，他在16歲的時候就獲聘到倫敦霍爾本的一所律師行工作。約克在律師行工作期間對文學寫作、經典及法律產生了濃厚興趣，其中對法律工作很快就駕輕就熟，還使其律師行的僱主查爾斯·薩爾肯（Charles Salkend）留下深刻印象。在薩爾肯的幫助下，約克在1708年11月在中院取得了執業律師資格，不久以後，薩爾肯更將約克引薦給時任皇座法庭首席大法官托馬斯·派克爵士（後為麥克爾斯菲爾德伯爵），讓約克為派克爵士的兒子補習法律。
在派克爵士的提攜下，約克在1715年5月6日成功考取執業大律師資格，當時年紀還不過25歲。早年約克主要在西部巡迴裁判區及皇座法庭執業；後在1718年，派克爵士獲擢升為大法官，並獲晉爵為麥克爾斯菲爾德伯爵，約克遂隨他轉到大法官衡平法庭繼續執業，並且在那裡成為一位出色有名的衡平法律師。其中在1719年，約克就曾負責一宗有關於羅伯特·沃波爾一家的訴訟；後來又寫了一封致蘇格蘭哲學家卡姆斯勳爵（Lord Kames）的信件，專門討論普通法與衡平法的分別，從而聲名大噪。

### 下院生涯
與此同時，約克的才華亦引起了另一政治家紐卡素公爵的注意。結果在紐卡素公爵及麥克爾斯菲爾德伯爵的協助下，約克在1719年4月21日透過補選在東薩西克斯的劉易斯選區勝出，成為下議院議員。後在1722年大選，約克改於錫福德選區參選，最後成功連任。

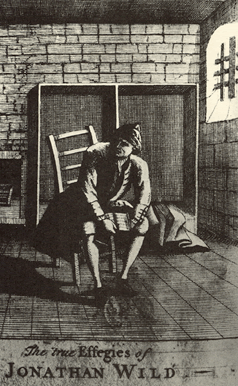
哈德威克曾負責起訴強納生·威德。

約克在1720年3月4日發表其處女發言，當中就愛爾蘭地位問題提出爭論，並促使了《1719年大不列顛愛爾蘭屬土法令》在同月3月29日的通過。未幾，約克獲委任為法律政策專員，並在同年6月11日獲勳為爵士，至此，他不過是一位僅僅執業4年的大律師而已。
在任法律政策專員期間，約克曾負責起訴詹姆士黨人干犯叛國罪，頗受注目；另外，他又就取締詹姆士黨及南海泡沫事件等事務踴躍發言。到1724年1月31日，約克獲擢升為檢察總長，任內先後於1724年及1725年成功起訴重犯傑克·謝潑德及強納生·威德。後來在1729年，約克又與法律政策專員查爾斯·塔爾博特（後為塔爾博特勳爵）合撰《約克-塔爾博特奴隸制觀點》（Yorke-Talbot slavery opinion），以尋求斷定奴隸制的合法性；有關觀點在奴隸制廢除前，曾經在司法界被廣泛應用。
到1725年，當時已卸任大法官的麥克爾斯菲爾德伯爵被指控在職期間貪污受賄。約克作為檢察總長，本身有義務負責代表皇室對他作出起訴。惟由於約克作為麥克爾斯菲爾德伯爵的「門生」，兩人關係非同一般，為了避嫌，他沒有參與任何彈劾及起訴的工作。雖然如此，約克也沒有怎樣幫助麥克爾斯菲爾德伯爵，引人話柄。
自從麥克爾斯菲爾德伯爵失勢後，約克更全心地轉而投靠紐卡素公爵。為此，約克在下院大力支持紐卡素公爵所從屬的沃波爾政府，他除了在1730年支持通過法令禁制國人向外國勢力借貸外，又在1732年支持擴軍的建議，以及在1733年支持通過甚具爭議的海關草案。

### 大法官

#### 沃波爾內閣
在1733年，時任大法官金勳爵因病辭職，不過大法官職務沒有由約克接替；相反，他獲委任為皇座法庭首席大法官，退出下院，並且獲封樞密院顧問官及世襲男爵，成為哈德威克勳爵（Lord Hardwicke），晉身上院。哈德威克擔任皇座法庭首席大法官僅約4年，大法官塔爾博特勳爵就在1734年於任內去世，結果哈德威克在同年2月21日獲委任為大法官，成為了羅伯特·沃波爾爵士內閣的一員。

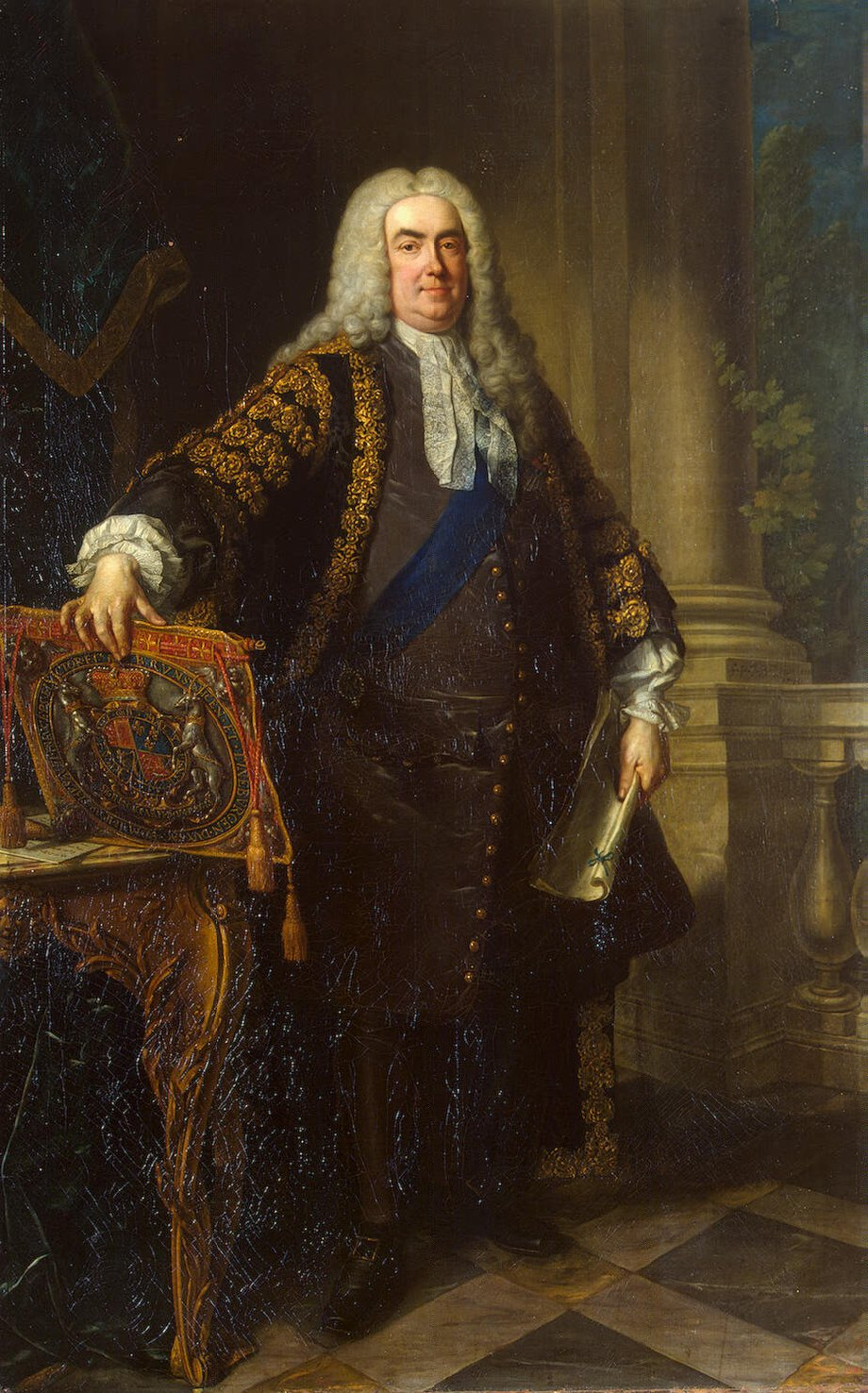
羅伯特·沃波爾爵士

入閣以後，哈德威克勳爵逐漸發揮出其在政府的影響力，並且在上議院辯論中經常代表政府作出辯護。在1738年，上院反對派領袖加特利勳爵（Lord Carteret）動議裁軍，同時主張在詹金斯耳朵事件上對西班牙採取報復行動，但這些建議一一在上院被哈德威克反對。不過在後來，首相沃波爾爵士在備受壓力下，改變決定向西班牙宣戰，哈德威克亦曾為此為沃波爾爵士的決定作出有力辯護，並設法為沃波爾爵士及反對開戰的紐卡素公爵進行調停。沃波爾爵士在1740年曾屬意希望由哈德威克勳爵為首相接任人，但有關建議被哈德威克婉拒。
對西班牙開戰的決定使沃波爾爵士聲望大跌，最終更令他在1742年下野；儘管沃波爾爵士的兒子賀拉斯·沃波爾曾指責父親下台的主因是被哈德威克出賣，惟有關指責並沒有根據。而意外的是，哈德威克與紐卡素公爵在沃波爾爵士下野後，成功與反對派領袖加特利勳爵合組政府，並留在新內閣擔任原職，而加特利勳爵則任北方大臣，主管外交。哈德威克在新政府中對首相維明頓伯爵施加極大影響力，而當維明頓伯爵在1743年8月逝世後，在得到哈德威克屬意下，紐卡素公爵的胞弟亨利·佩勒姆壓倒另一人選巴斯伯爵，成為首相。
雖然佩勒姆出任首相，但是加特利勳爵卻仍然留在內閣，一直到1744年11月，哈德威克等人大力指責加特利勳爵在外交政策上嚴重失誤，以致英國在戰事上節節失利，結果使他成功被趕出內閣。至此，英國政治進入了哈德威克、紐卡素公爵及佩勒姆三人主導的局面，而喬治二世甚至嘗言「這個國家官員才是國君」。

#### 佩勒姆內閣

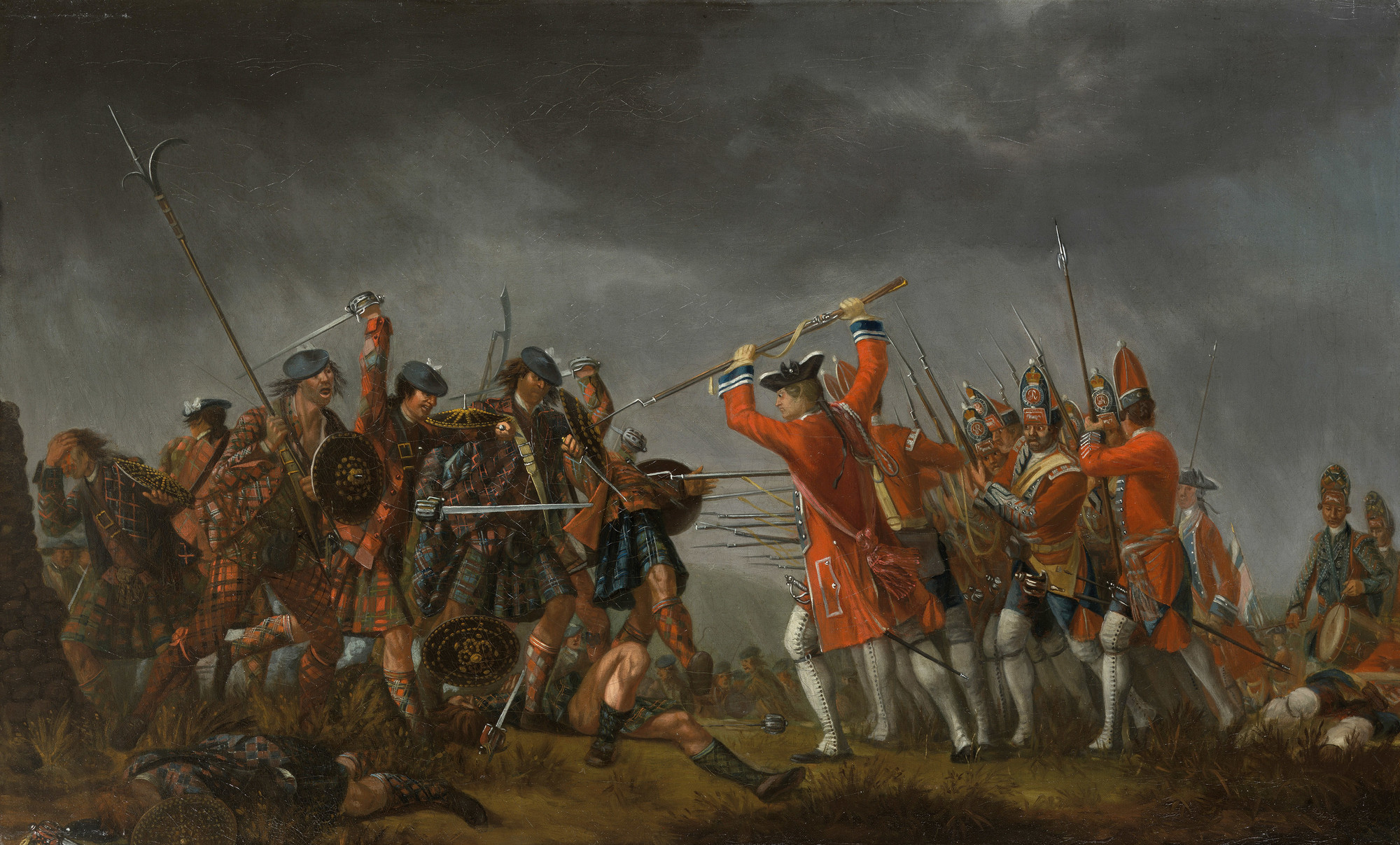
英軍在卡洛登戰役瓦解第二次詹姆士黨起義。

自此以後，哈德威克在政府的影響力較之以往有增無減；例如每當國王外訪歐陸時，他都會獲委任為首席攝政，代理君職。在1744年，法國有意聯結詹姆士黨人趁奧地利王位繼承戰爭入侵英國，面對威脅，哈德威克遂即大力在議會宣傳叛國草案，主張充公所有與前朝有聯繫的人士之財產。到1745年，詹姆士黨人在蘇格蘭發動第二次詹姆士黨起義，企圖復辟斯图亚特王朝。哈德威克對起義作出了有效的鎮壓，最後在卡洛登戰役中擊潰起義軍。起義失敗後，哈德威克負責對詹姆士黨貴族進行審判，而且還對其餘起事者予以嚴懲，部分人士更遭處決。歷經殘酷鎮壓後，哈德威克在1746年對蘇格蘭作出仁厚的司法改革，掃除當地鄉紳濫用殘餘封建權力，任意司法的問題，另外又廢止族紳世襲地方司法權的權利。到1748年，哈德威克勳爵進一步立法通過禁止蘇格蘭人穿著格子呢，有關立法在蘇格蘭引起很大反對，認為這是破壞當地文俗傳統的手段。
在1751年，哈德威克支持切斯特菲爾德伯爵（Earl of Chesterfield）改革曆法的建議，促使英國跟隨天主教國家改用儒略曆；到1753年，哈德威克動議引入猶太人歸化草案，試圖讓猶太人歸化合法化，可是草案受到太大阻力而流產。同年，哈德威克成功通過《1753年婚姻法令》，法例規定未成年人士結婚須先徵得家長或監護人同意，而所有婚禮都要有聖公會牧師見證，方才有效。上述條例大大打擊秘密結婚的情況，而蘇格蘭及海峽群島地區、猶太人及貴格會教徒亦可獲豁免，無需由聖公會牧師證婚，可是由於天主教教徒不在豁免之列，故有關法令亦引起了天主教徒的不滿。

#### 紐卡素內閣

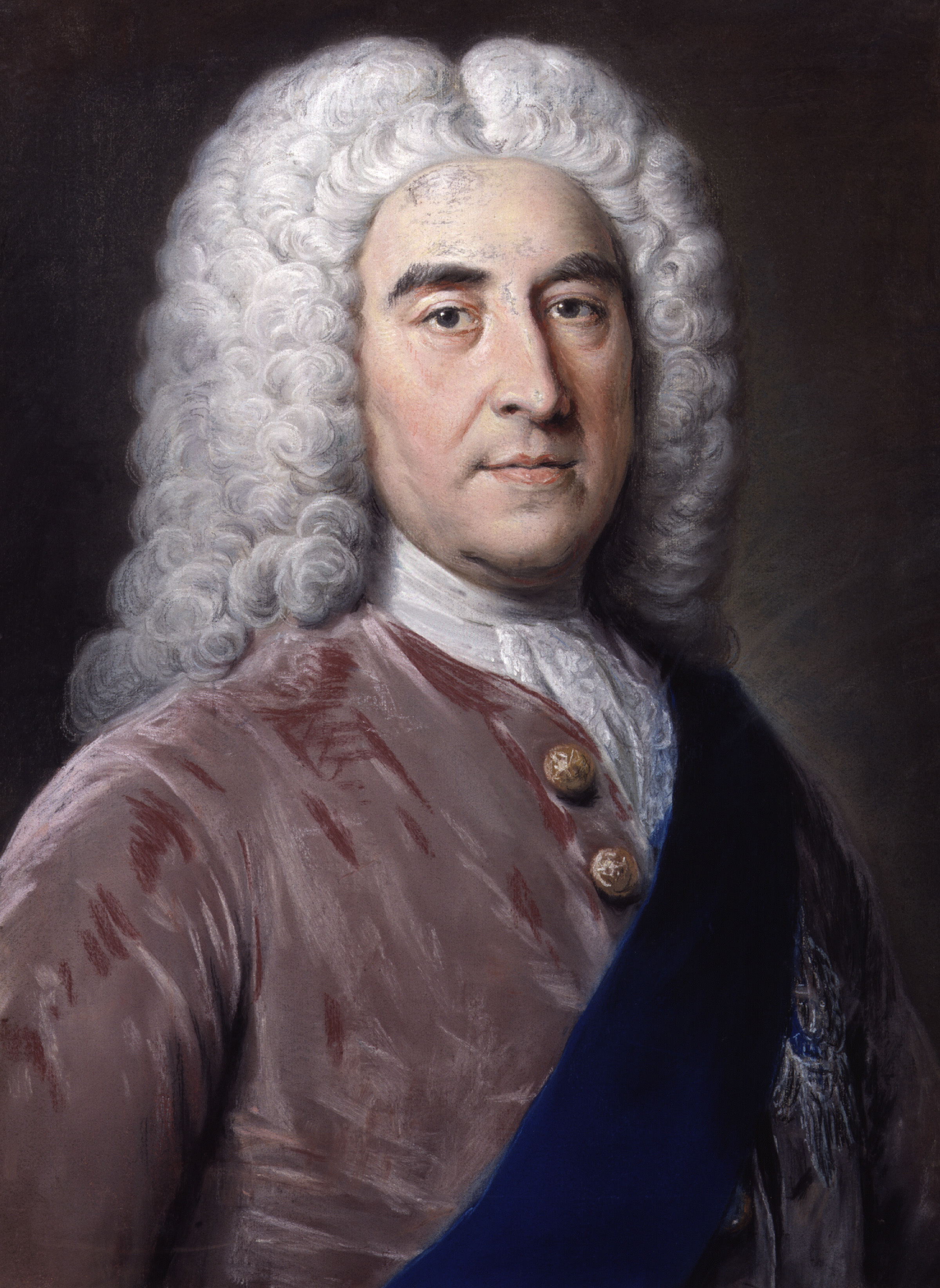
紐卡素公爵長年為哈德威克伯爵的政壇盟友。

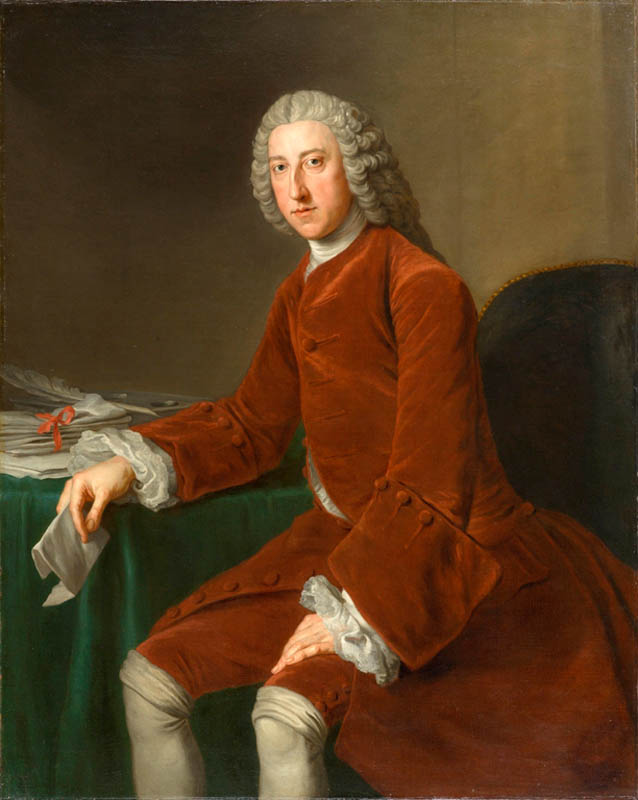
威廉·皮特

亨利·佩勒姆在1754年3月6日逝世後，哈德威克成功爭取到讓紐卡素公爵接任首相，而哈德威克則獲封哈德威克伯爵（Earl of Hardwicke），以作同報。可是到1756年下半年，由於政府處於弱勢，紐卡素公爵無法駕馭下院，加上英、法七年戰爭爆發，戰局不穩，以威廉·皮特取代紐卡素的聲音愈來愈大。
哈德威克曾在1756年10月會見威廉·皮特，試圖遊說他與紐卡素公爵籌組聯合政府。惟遭到拒絕以後，哈德威克終於在11月19日隨紐卡素一同辭職。紐卡素辭職以後，首相一職由德文郡公爵出任，但背後實際由皮特掌控實權。儘管德文郡政府在施政上比紐卡素更有效率，可是由於紐卡素公爵一派的政治家被悉數排除出內閣以外，這個政府無法長期維持下去。紐卡素本身得到英國國王信任，其勢力又仍然十分穩固，後來當皮特在1757年4月6日遭喬治二世解除內閣職務後，皮特除了尋求與紐卡素公爵籌組聯合政府，別無他途。
經過一系列的角力與談判後，皮特終與紐卡素公爵在1757年7月2日合作籌組聯合政府，並再次由紐卡素公爵出任首相。哈德威克在談判過程中起了重要影響，他成功安插其女婿安森勳爵為第一海軍大臣，但卻未能成功讓其子查爾斯·約克出任檢察總長；至於他自己則不再任大法官，但卻改任不管部大臣，每次在紐卡素公爵有需要時召他入閣議政。
到1760年，喬治二世駕崩，並由其子繼位成為喬治三世。哈德威克伯爵曾有意趁機退休，並勸紐卡素公爵一同淡出，但是建議被拒。此後，哈德威克繼續支持紐卡素，但不願出任要職，並多番婉拒喬治三世的委任邀請。與此同時，紐卡素公爵卻漸失喬治三世的信任，其影響力更漸遭托利黨政治家標得伯爵取代。及至1762年，由於內閣反對紐卡素公爵建議繼續資助盟國普魯士，紐卡素公爵遂在1762年5月7日辭職，此後哈德威克伯爵亦再沒有被召到內閣議政。

### 晚年
退出內閣後，哈德威克伯爵曾於1762年在上議院抨擊標得伯爵與法國訂立和約，翌年3月28日，他又在上院發言反對政府計劃對蘋果酒徵稅，這是他最後一次在上院發言。

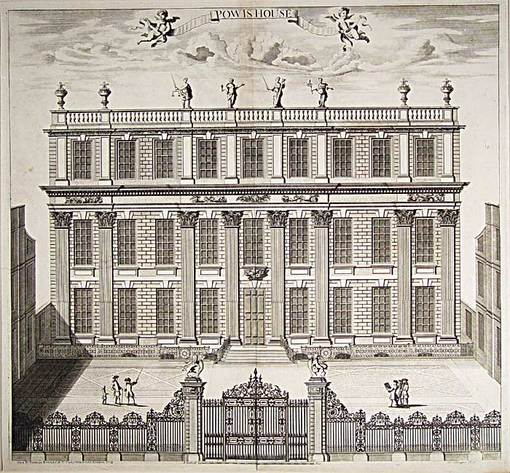
波伊斯府

在1763年4月8日，標得伯爵因失勢而辭職，並由輝格黨的喬治·格倫維爾接任首相。但由於喬治三世對內閣班子不滿，他遂在同年6月強烈堅持由哈德威克伯爵出任懸缺的樞密院議長之職，不過再度被哈德威克婉拒。一個月後，喬治三世打算讓皮特組閣，皮特在內閣名單上以哈德威克為樞密院議長，但同時又提名紐卡素公爵為掌璽大臣，結果喬治三世打消讓皮特組閣的念頭。
連串的組閣失敗反映出哈德威克伯爵不願與在野派合作，而這種態度也促使其子查爾斯·約克在1763年12月16日從格倫維爾政府辭任檢察總長一職，轉投到父親的反對派陣營。不過，這時哈德威克伯爵的身體狀況已每下愈況，而且再無法返回政壇主導政府。自1763年9月開始，哈德威克伯爵的病情更不斷惡化，並且卧病於他自位於倫敦大奧蒙德街的家宅波伊斯府（Powis House）。哈德威克的病情曾在1764年年初有所起色，惟不久以後病況急轉直下，最後在1764年3月6日下午約三時卒於波伊斯府，享年73歲。其遺體隨後於3月25日落葬於劍橋郡的溫波爾（Wimpole）教區教堂，其貴族頭銜則由長子繼承。此外，哈德威克在卒故前獲位於維吉尼亞威廉斯堡的威廉與瑪麗學院任命為校監，但有關任命送達英倫時，哈德威克已經去世。

## 司法評價

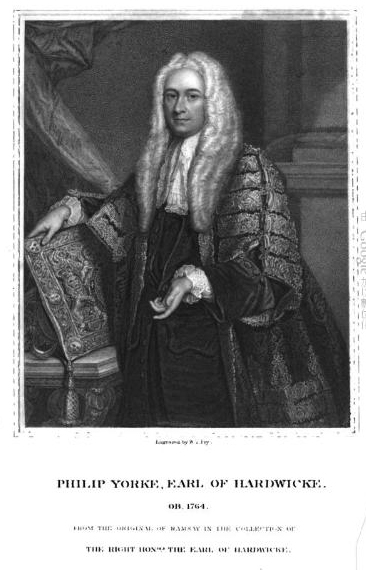
哈德威克

除了參與政治以外，哈德威克伯爵在任大法官19年間，亦曾參與司法審判，對英國司法制度起重要影響。他在任期間進一步確立了英國現代的衡平法制度，使個人及財產權利進一步獲得保障，而他對法律史及羅馬法的研究，也有助他對衡平法進行革新，日後英、美衡平法的發展與他很有關係。
哈德威克伯爵素以貪財著稱，平生靠事業積聚不少財富，不過他從不接受法庭貪污受賄，而且還十分堅持司法獨立及公平審判。其判刑向以公正公平而聞名，另外，若然發現自己的法律觀點有誤，他亦十分樂意作出糾正。其作風頗得後世稱譽。哈德威克長年出任大法官，任內身兼立法、司法及行政工作，這使得大法官一職的權力進一步演化及鞏固，並在18至19世紀繼續發揮深遠的影響力。

## 家庭
哈德威克在1719年5月19日迎娶瑪格麗特·利根（Margaret Lygon，約1695年－1761年9月10日）為妻。瑪格麗特本姓科克斯（Cocks），父母分別為查爾斯·科克斯（Charles Cocks）及瑪麗·薩默斯（Mary Somers）。瑪格麗特早年嫁給約翰·利根（John Lygon），在利根死後才改嫁給哈德威克，所以這是她第二段婚姻。

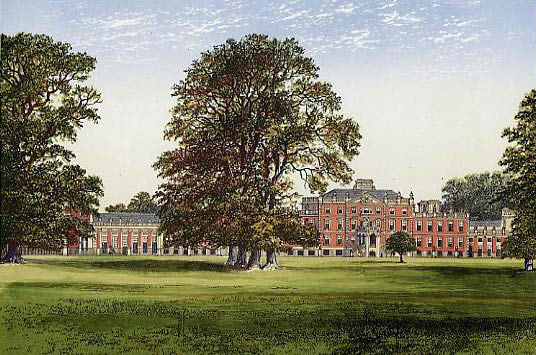
溫波爾堂，位於劍橋郡。

瑪格麗特的父親查爾斯本身是前下院議員及烏斯特郡的大地主，另外也是前大法官薩默斯勳爵的姪女；而透過她的第一段婚姻，瑪格麗特是前主事官若瑟夫·傑凱爾爵士（Sir Joseph Jekyll）的姪女。這些關係都對哈德威克的發展有很大幫助。
雖然出身寒微，但憑藉事業成就，哈德威克一家很早就積聚了亟大量財富。在1725年，他曾花費24,000英鎊購置一處位於告羅士打郡哈德威克的宅第，但他從未搬進那裡。後在1740年，哈德威克復耗資100,000英鎊，從牛津伯爵手上買入劍橋郡頂級莊園宅第溫波爾堂（Wimpole Hall），以作為自己的家族宅第。哈德威克家族在當地曾十分具影響力，家族成員曾任當地下院議員，而哈德威克自己也在1749年獲劍橋大學委任為大學的大管事。哈德威克去世時，他的身家估計多達1,000,000英鎊不等。
哈德威克與其妻共育有五子兩女，透過其影響力，他們大都名成利就，而喬治二世更曾怨到「凡有司法職位出缺，我的大法官都讓他的兒子們接任」。哈德威克的子女分別為：
- 菲利普·約克，羅伊斯頓子爵 （1720年3月9日－1790年5月16日，日後為伯爵爵位繼承人）
- 查爾斯·約克閣下 （1722年12月30日－1770年1月20日，日後為大法官）
- 伊莉莎伯·約克女爵 （1725年8月－1760年6月1日，日後嫁給安森勳爵）
- 約瑟夫·約克閣下 （1724年6月24日－1792年12月2日，日後為多佛勳爵）
- 約翰·約克閣下 （1728年8月27日－1801年9月3日）
- 詹姆士·約克閣下 （1730年3月9日－1808年8月26日，日後為伊利主教）
- 瑪格麗特·約克女爵 （1733年3月21日－1769年8月10日，日後嫁給吉爾伯特·希思科特爵士，Bt）

## 榮譽

### 頭銜
- 菲利普·約克，Esq （1690年12月1日－1719年4月21日）
- 菲利普·約克，MP （1719年4月21日－1720年6月11日）
- 菲利普·約克爵士，MP （1720年6月11日－1733年11月1日）
- 菲利普·約克爵士閣下 （1733年11月1日－1733年11月23日）
- 哈德威克勳爵閣下，PC （1733年11月23日－1753年12月6日）
- 哈德威克勳爵閣下，PC，FRS （1753年12月6日－1754年4月2日）
- 哈德威克伯爵閣下，PC，FRS （1754年4月2日－1764年3月6日）

### 殊勳
- Kt. （1720年6月11日）
- P.C. （1733年11月1日）
- 世襲男爵 （1733年11月23日）
- F.R.S. （1753年12月6日）
- 世襲伯爵 （1754年4月2日）

## 相關書籍
- Campbell, John, Lord Campbell, The Lives of the Lord Chancellors and Keepers of the Great Seal of England （页面存档备份，存于）, Volume V of VIII, London: John Murray, 1846.
- Walpole, Horace, Memoirs of the Reign of King George the Second, London: H. Colburn, 1847.
  - Volume I
- Harris, George, The Life of Lord Chancellor Hardwicke, London: Edward Moxton & etc., 1847.
  - Volume I （页面存档备份，存于）、Volume II、Volume III （页面存档备份，存于）
- Yorke, Philip Chesney, The Life and Correspondence of Philip Yorke （页面存档备份，存于）, 3 Volumes, Chicago: University of Chicago Press, 1913.

## 外部連結
- 1911年大英百科條目

| 司法职务                   | 司法职务                         | 司法职务                     |
| -------------------------- | -------------------------------- | ---------------------------- |
| 前任者： 威廉·湯姆森爵士   | 法律政策專員 1720年–1724年       | 繼任者： 克萊門特·威爾茲爵士 |
| 前任者： 羅伯特·雷蒙德爵士 | 檢察總長 1724年–1733年           | 繼任者： 約翰·威爾斯爵士     |
| 前任者： 羅伯特·雷蒙德爵士 | 皇座法庭首席大法官 1733年–1737年 | 繼任者： 威廉·李爵士         |
| 官衔                       |                                  |                              |
| 前任者： 塔爾博特勳爵      | 大法官 1737年–1756年             | 繼任者： 委員會狀態          |
| 大不列顛貴族爵位           |                                  |                              |
| 前任者： 新創設            | 哈德威克男爵 1733年–1764年       | 繼任者： 菲利普·約克         |
| 前任者： 新創設            | 哈德威克伯爵 1754年–1764年       | 繼任者： 菲利普·約克         |